# Плем'я. Про повернення з війни і належність до спільноти
Плем'я — книга американського письменника Себастьяна Юнґера, видана 2016 року видавництвом «Simon & Schuster».
У книзі Юнґер досліджує питання ветеранів війни та задається питанням: «Що ви робите для того, щоб ветерани відчували, що вертаються в згуртоване суспільство, за яке варто боротися?». Передумова Юнґера полягає в тому, що «солдати ігнорують расові, релігійні та політичні відмінності всередині свого взводу…» і після повернення до Америки виявляють розділене суспільство, розколоте на різні конкуруючі фракції, часто ворожі одна до одної.

## Відгуки
Дженіфер Сеніор, пишучи для «Нью-Йорк таймс», назвала «Плем'я» «однією з найбільш інтригуючих політичних книг» виборчого року, «яка уникає згадки про жодного кандидата чи навіть президента по імені».
Американський письменник Філіп Капуто в колонці для «Вашингтон пост» відмічає, що «Плем'я» спонукає до роздумів, розбиває багато міфів та помилкових уявлень. Він не повністю погоджується з Юнґером про те, що посттравматичний стресовий розлад виникає лише завдяки сучасному індивідуалістичному суспільству США.

## Видання українською
Українською книга була видана видавництвом «Наш Формат» у 2023 році, перекладала Ольга Корнюшина.